# Binningen
Binningen es una comuna suiza situada en el distrito de Arlesheim, en el cantón de Basilea-Campiña. Tenía una población estimada, a fines de 2022, de 15 631 habitantes.